# مزرعه (فیلم ۱۹۹۰)
مزرعه یا زمین (انگلیسی: The Field) فیلمی از سینمای ایرلند به کارگردانی جیم شریدان است که در سال ۱۹۹۰ منتشر شد. ریچارد هریس موفق شد برای بازی در این فیلم نامزد دریافت جایزه اسکار بهترین بازیگر نقش اول مرد و جایزه گلدن گلوب بهترین بازیگر مرد فیلم درام شود.